# دیجیا
دیجیا (انگلیسی: Digia) شرکت نرم‌افزار فنلاندی است، که در سال ۱۹۹۰ تأسیس شد.